# Antoine Ravel (homme politique)
Pour les articles homonymes, voir Ravel (homonymie) et Antoine Ravel (anarchiste).
Antoine Ravel est un homme politique français né le 18 octobre 1893 à Saint-Galmier (Loire) et mort le 31 décembre 1970 dans la même ville.

## Biographie
Conseiller municipal de Saint-Galmier et conseiller général, il est député de la Loire de 1932 à 1936, inscrit au groupe radical.

## Décoration
- Chevalier de l'ordre du Mérite touristique au titre d'« ancien maire de Saint-Galmier » (1963)[1]

## Sources
1. ↑  « Bulletin officiel des décorations, médailles et récompenses n°01 du 11/01/1964 - Légifrance », sur www.legifrance.gouv.fr (consulté le 23 février 2024)

- « Antoine Ravel (homme politique) », dans le Dictionnaire des parlementaires français (1889-1940), sous la direction de Jean Jolly, PUF, 1960 [détail de l’édition]